# 苏里 (印度城镇)
苏里（Suri），是印度西孟加拉邦比尔宾县的一个城镇。总人口61818（2001年）。

## 人口
该地2001年总人口61818人，其中男性31784人，女性30034人；0—6岁人口6564人，其中男3385人，女3179人；识字率73.71%，其中男性为78.73%，女性为68.40%。